# Ove Andersson (tidningsman)
Tage Lars Ove Andersson, född 5 mars 1952 i Åkers landskommun, är en svensk journalist och tidningsman i socialdemokratisk press.

## Biografi
Ove Andersson, uppvuxen i Åkers styckebruk i Södermanland, började sin journalistbana som radskrivare på Tidningen Folket under gymnasieåren i Strängnäs och studerade vid journalisthögskolan i Stockholm 1971–1972. Han var arbetsmarknadsreporter på A-Pressens Stockholmsredaktion 1973–1974, värnpliktig journalist på tidningen Värnpliktsnytt 1974–1975 och länsreporter på Nya Norrland och Dagbladet i Härnösand 1975–1976.
Andersson var ledarskribent vid Norrländska Socialdemokraten i Luleå från 1976 och tidningens politiske chefredaktör 1983–1989. Han var därefter chefredaktör för Aktuellt i Politiken 1989–2006 och Stockholms-Tidningen 1993–2006 samt verkställande direktör i AiP Media Produktion 1999–2006.
År 2006 startade Ove Andersson tillsammans med Anne-Marie Lindgren den av Socialdemokraterna, LO och ABF ägda Arbetarrörelsens Tankesmedja, som senare bytte namn till Tankesmedjan Tiden. Andersson var tankesmedjans kanslichef fram till 2013.
Ove Andersson är sedan 2014 socialdemokratisk ledamot i kyrkofullmäktige och från 2018 ordförande kyrkorådet i Gustaf Vasa församling i Stockholms stift, i vars stiftsfullmäktige han invaldes 2017 och där han 2018–2021 var ersättare i stiftsstyrelsen och från 2022 är ersättare i domkapitlet. Andersson var tidigare ersättare i Stockholms stads utbildningsnämnd och är sedan 2019 ersättare i Region Stockholms färdtjänstnämnd.